# Sergio Paronetto
Sergio Paronetto (Morbegno, 14 gennaio 1911 – Roma, 20 marzo 1945) è stato un economista e politico italiano.
Manager industriale ed intellettuale, Paronetto fu protagonista dell’Azione Cattolica Italiana tra le due guerre, stretto collaboratore di Giovanni Battista Montini e Alcide De Gasperi, sul quale ebbe una decisiva influenza in materia economica, animò a Roma, durante gli anni della seconda guerra mondiale, un cenacolo culturale che raccolse tutti i personaggi più importanti della Resistenza, dell’economia e della politica di allora. Fu il principale ispiratore ed estensore del Codice di Camaldoli.   

## L'infanzia e la formazione scolastica
Sergio Paronetto nacque a Morbegno il 14 gennaio 1911 da Antonio, docente di matematica e ufficiale metrico, brillante cultore di studi tolstojani, e Rosa Dassogno, maestra elementare di agiata famiglia valtellinese e animatrice di pionieristiche iniziative nei rami femminili del movimento democratico cristiano della Lombardia. Trascorse l’infanzia dapprima a Brescia, poi in Lunigiana e quindi a Ivrea, al seguito degli spostamenti del padre per ragioni professionali. Nel centro eporediese svolse tutta la sua carriera scolastica, dapprima nella Regia Scuola Tecnica e quindi nel Liceo Ginnasio “Carlo Botta”, dove si distinse per una non comune e precoce vivacità intellettuale. 
Lettore straordinario di romanzi e di filosofia, amante dell’alpinismo come socio dapprima della Giovane Montagna e poi del Centro Alpino Italiano, per le sue doti e per i lusinghieri successi nello studio nel 1927 viene scelto tra gli ottanta studenti più eccellenti del Regno per partecipare a un viaggio premio in Ungheria. Proprio in questa occasione, ad appena 16 anni, contrae una malattia reumatica cardiaca che l’avrebbe accompagnato per tutta la vita, minandone la salute ma anche suscitando una profonda analisi interiore ed un colloquio con la propria coscienza di rara finezza. 
Nel 1928 ottenne con esito brillante la maturità classica. Nell’autunno dello stesso anno si trasferì con la famiglia a Roma dove avrebbe vissuto per tutto il resto dei suoi anni. 

## Gli studi universitari e la FUCI
A Roma si iscrisse alla Facoltà di Scienze Politiche, istituita da appena tre anni con l’obiettivo, presto rivelatosi controverso e contrastato, di formare con criteri di assoluta eccellenza la classe dirigente del nuovo regime fascista. Vi insegnano Alberto De’ Stefani, Giorgio Vecchio, Corrado Gini, Gioacchino Volpe, Camillo Manfroni. Alla scuola di quest’ultimo Paronetto si esercita nella raccolta e nella pubblicazione delle Lezioni di storia delle colonie e politica coloniale. Si appassiona di statistica, di demografia, di diritto comparato, coltivando un amore crescente per la storia e la storiografia. Nella voluminosa tesi di Laurea, sul tema L’unione economica e doganale fra gli Stati italiani prima del ’48 nel processo di unificazione economica nazionale, discussa nel luglio 1932 con il massimo dei voti, egli dimostra una indiscussa padronanza nel conciliare acume di analisi del valore delle personalità e delle passioni degli uomini con uno studio estremamente rigoroso dei dati economici e demografici, secondo il duplice approccio di Volpe e De’ Stefani.
Durante gli anni universitari divenne in breve tempo uno dei protagonisti della Federazione Universitaria Cattolica Italiana. Egli vi si iscrive nel 1929, appena pochi giorni dopo la Conciliazione. Proprio in quegli anni la FUCI stava vivendo un momento estremamente fecondo della sua storia, guidata com’era da Giovanni Battista Montini, futuro Paolo VI, e Igino Righetti, e ultimo argine rimasto al fascismo nell’università italiana e vero centro di formazione della futura classe dirigente cattolica. A Montini, a Righetti e agli altri giovani intellettuali cattolici come Guido Gonella, Renzo Enrico De Sanctis, Vittorino Veronese, e molti altri, Paronetto si legò con una profonda e duratura amicizia. Attivo nel circolo romano, fu l’artefice di una delle iniziative più coraggiose della FUCI di quegli anni, i Gruppi di Studio, che costituirono dei pionieristici cenacoli interdisciplinari e intergenerazionali in tutte le università italiane. In quegli stessi anni avvia la collaborazione con il giornale Azione Fucina ed entra a far parte del gruppo di Studium, rivista ed editrice, del quale diverrà nel corso della guerra l’autorevole guida. Scrive articoli e saggi di economia, di scienze sociali, di diritto. Medita sulle forme assunte dall’intervento dello Stato in economia in Europa e negli Stati Uniti. Pubblica decine di recensioni e segnalazioni bibliografiche con un’apertura di orizzonti sulla teologia, l’economia, la finanza e la filosofia europee, non comune in quegli anni di asfissia culturale.
Proprio questo fervore di iniziative e di pubblicazioni attira su di lui il controllo del regime. Egli è infatti il principale bersaglio degli scontro che nel 1931 portarono alla crisi tra il fascismo e l’Azione Cattolica. Nel maggio di quell’anno, in due occasioni, egli viene percosso dai membri del GUF romano che cercano di togliergli di dosso il distintivo della FUCI. La crisi porta alla chiusura dei circoli degli universitari cattolici e quasi alla rottura tra Mussolini e la Santa Sede, difficilmente ricomposta nel corso dell’estate e dagli Accordi del 2 settembre, che sottomettono integralmente l’Azione Cattolica ai vescovi diocesani, limitando al solo campo strettamente pastorale ogni sua iniziativa. 
Eletto membro del Consiglio nazionale della FUCI nel 1932, fondatore, nel settembre di quell’anno, del Movimento Laureati di Azione Cattolica, l’anno seguente è protagonista di un’altra crisi, stavolta tutta interna all’Associazione. Bersaglio di polemiche per le sue posizioni culturalmente impegnati ed esigenti rispetto all’acquiescenza crescente dell’Aci rispetto al regime, entra in contrasto con i nuovi dirigenti del circolo romano. I dissidi culminano con l’allontanamento di Montini dalla FUCI e con un vero e proprio, ancorché farsesco processo a Paronetto dinanzi alle autorità ecclesiastiche romane. Egli, dopo la conclusione nell’esperienza della FUCI, si dedicherà intensamente alle attività del Movimento Laureati, nel quale ispirerà e organizzerà a partire dal 1936 le Settimane di cultura religiosa di Camaldoli, vero e proprio laboratorio teologico per laici destinato a incidere profondamente nel cammino di rinnovamento ecclesiologico di quegli anni. 

## L'esperienza ai vertici dell'IRI
Nel 1934 prese servizio all’Istituto per la ricostruzione industriale, IRI, dapprima come responsabile dell’Ufficio Studi e quindi capo della Segreteria tecnica. Strettissimo collaboratore di Donato Menichella e del presidente Alberto Beneduce, collega e intimo amico di Pasquale Saraceno, egli si distingue in tutte le più delicate operazioni di riassetto industriale e bancario effettuate dall’Istituto, operazioni di ampio respiro con effetti duraturi sulla struttura industriale dell’Italia: la risistemazione integrale della siderurgia e della navigazione marittima, culminata nella costituzione delle due holding Finsider e Finmare, la riforma bancaria con le due leggi del 1934 e la risistemazione della Banca d’Italia del 1936, la nascita dei nuovi impianti Siac di Cornigliano, la definitiva sistemazione dell’IRI stesso come ente permanente. Segue personalmente gli studi sulla finanza bellica, sulla produzione della cellulosa e dell’asfalto, gestisce aziende chimiche come la Società italiana Potassa, l’Arenella, la Società asfalti, bitumi, combustibili e derivati, la Cellulosa cloro soda. Scrive decine di documenti sui bilanci dell’IRI e sulle prospettive di intervento dello Stato di fondamentale importanza per comprendere l’economia di quegli anni. La sua teoria di un fecondo bilanciamento tra intervento pubblico ed economia di mercato, tra libertà d’iniziativa privata e giustizia sociale incide in modo determinante nell’incontro tra il cattolicesimo politico e sociale e le nuove realtà del capitalismo avanzato.

## Alla guida degli intellettuali cattolici durante la guerra
Dopo la morte di Igino Righetti, nel marzo 1939, divenne il coordinatore di tutte le attività degli intellettuali cattolici, dal gruppo di Studium al Movimento Laureati. Nella primavera del 1940 fu eletto vicepresidente della casa editrice Studium. Progettò iniziative editoriali volte a una progressiva rinascita della scuola sociale cristiana, smistando una serie di contatti e di informazioni di grande importanza che contribuirono a risvegliare il cattolicesimo sociale e i suoi strumenti culturali. Collaboratore stretto di Montini, Sostituto della Segreteria di Stato, fornisce alla Santa Sede un quadro obiettivo e complessivo della situazione civile ed economica dell’Italia durante la guerra, che saranno trasmesse a Myron Taylor, inviato speciale del presidente degli Stati Uniti, Franklin D. Roosevelt, nel 1941 e nel 1942. 
Intanto, già a partire dalla primavera del 1940, comincia a ospitare in casa propria, in via Reno 5 a Roma, un cenacolo culturale costante che raccoglie esponenti della politica e dell’economia. Stringe così un rapporto di straordinario significato con Alcide De Gasperi, al quale insegna, letteralmente, economia. Lo statista trentino arrivò più volte a definirsi un “suo entusiasta scolaro”. Anche Giulio Andreotti ha ricordato che in casa Paronetto confluirono decine e decine di personalità della più varia estrazione ideale e culturale, per conversare, per imparare da Paronetto i fondamenti dell’economia, per discutere di politica nei tempi nuovi che si annunciavano. È in questo scambio di vedute che la nascita della Democrazia Cristiana trovò alimento e verifica. Paronetto predispose alcuni studi e documenti preparatori alle Idee ricostruttive, primo abbozzo del programma politico democristiano, dedicati alle riforme necessarie al sistema istituzionale e politico italiano, alla presenza dei cattolici in politica, alla natura e ai limiti dell’intervento dello Stato nell’economia. Lo stesso De Gasperi teneva in così grande considerazione il punto di vista di Paronetto da includere un suo testo nel proprio “testamento politico”.

## Il Codice di Camaldoli
Già all’inizio del 1943, mentre appariva ormai irreversibile la crisi del regime, Paronetto ispira e guida tutta la vicenda che prende il nome di Codice di Camaldoli, programmando una vera e propria rinascita degli studi sociali cattolici, dapprima attraverso l’Icas e poi con una particolare settimana di studi convocata a Camaldoli, sede tradizionale delle settimane di cultura religiosa, e volta all’aggiornamento della dottrina e del pensiero cattolico alla luce dell’attualità e dei drammi del presente secondo una prospettiva laica e moderna. Il convegno fu dedicato ai limiti giuridici ed economici della proprietà e si decise di studiare un testo di «cultura sociale» alla luce della nuova morale cattolica rispetto a quella del Codice di Malines, risalente a vent’anni prima. Esso si svolse alla fine di luglio in coincidenza con il crollo del regime. Paronetto non vi prese parte perché il 26 luglio sposò a Merano la giovane nobildonna veneta Maria Luisa Valier.
Mentre già si muovevano i fermenti della rinascita della dialettica civile e politica, il lavoro per l’elaborazione del codice venne proseguito in diverse commissioni di studio a Roma, con diverse bozze e molteplici contributi. Spettò a Paronetto coordinare i lavori e curare una stesura complessiva che prese forma nel volumetto uscito postumo con il titolo Per la Comunità cristiana. Principi dell’ordinamento sociale, a cura di un gruppo di studiosi amici di Camaldoli, uscito nell’aprile del 1945, che ebbe una grande influenza sui dirigenti cattolici impegnati nella fase costituente.

## L'appoggio alla Resistenza
Intanto nell’autunno del 1943, a seguito del trasferimento al nord dell’IRI, egli rimase responsabile dell’ufficio di Roma con la qualifica di direttore. Rifiutando più prestigiose nomine, egli insieme al resto della dirigenza sfruttò questo sdoppiamento per evitare di cedere sostanzialmente il patrimonio dell’ente alla Repubblica sociale italiana e promosse una vera e propria opera di sostegno alla Resistenza nella Capitale. Tenne riunioni clandestine e ospitò in casa propria Franco Rodano, Felice Balbo, Adriano Ossicini e altri esponenti del Movimento dei Cattolici Comunisti (poi Partito della Sinistra Cristiana) coi i quali intrattenne un rapporto critico di collaborazione e di orientamento, prendendone in diversi momenti le difese. Appoggiò il movimento resistenziale finanziando ripetutamente il Fronte Militare Clandestino del colonnello Giuseppe Cordero Lanza di Montezemolo. Il paradossale processo per epurazione che egli, insieme alla dirigenza dell’Istituto dovette subire, dimostrò i suoi meriti in questa opera rischiosa ma intelligente di appoggio materiale e ideale alla Resistenza. 
Negli ultimi anni di vita scrisse decine di articoli e documenti per l’IRI e per la direzione della Democrazia Cristiana nei quali, coniugando visione obiettiva con un respiro culturale internazionale, indicò i fondamenti su cui basare la ricostruzione economica del Paese e la nuova dialettica democratica. Insistette in modo provocatorio sul valore della cittadinanza e sulla necessità di un'autentica inclusione delle masse, non formale, nella nuova democrazia, esplicitamente stigmatizzando il ruolo crescente e presto totalizzante del confronto tra i partiti. I suoi articoli “programmatici” comparsi su Studium nell’ottobre 1943 e nel gennaio 1944, rispettivamente intitolati Morale professionale del cittadino e Professione e Rivoluzione, suscitarono una vasta eco, per il coraggio nel trarre un bilancio della formazione intellettuale della classe di uomini che si apprestava a prendere le redini dell’Italia ma anche nel valutare quanto la mentalità fascista fosse radicata nel popolo italiano, come pure sulla necessità di una vera e propria rivoluzione del concetto di partecipazione civica per approssimare una compiuta democrazia politica ed economica. 
Morì a Roma il 20 marzo 1945.

## Opere
- Ascetica dell'uomo d'azione, Roma, Studium, 1948.

## Articoli e saggi
- Alla mostra autarchica del minerale italiano, in «Studium», n. 1, gennaio 1939, a . XXXV, pp. 57-64.
- Ambiente e metodo nelle Scienze sociali, in «Studium», n. 5, maggio 1930, a. XXVI, pp. 279-291.
- Aspetti morali della vita economica, in «Azione fucina», n. 13, 31 marzo 1940, a. XIV, p. 3.
- Aspetti morali della vita economica, in «Azione fucina», n. 32, 29 ottobre 1939, a. XIII, p. 3.
- Burocrazia e personalità, in «Bollettino di Studium», n. 1, 1940, p. 3.
- Cattolicismo e socialismo, in «Azione fucina», n. 29, 20 novembre 1932, a. V, p. 1.
- Contro il privilegio, in «Il popolo», 5 luglio 1944, p. 1.
- Crepuscolo di tirannia o aurora di libertà? , in «Studium», n. 8-9-10, agosto-ottobre 1944, a. XL, pp. 193-196.
- Dei buoni padri di famiglia e dei cannoni, in «Studium», n. 3-4, marzo-aprile 1944, a. XXXX, pp. 121-123.
- Demagogia e socializzazione, in «Il popolo» 14 luglio 1944, p. 1
- Dottrina e realtà in un recente esempio di economia diretta, in «Studium», n. 2, febbraio 1937, a. XXXIII, pp. 109-119.
- Economia di guerra, risparmio forzato e “salari differiti”, in «Studium», n. 5, maggio 1940, a. XXXVI, pp. 177-181.
- Economia e commercio,  in Associazioni Universitarie di AC, Schemi per l’attività culturale. Anno Accademico 1938-39, Studium, Roma 1938, pp. 85-96.
- Economia e commercio, in «Azione fucina», n. 34, 27 ottobre 1940, a. XIV, p. 3.
- Giona inappagato, in «Studium», n. 1-2, gennaio-febbraio 1944, a. XXXX, pp. 18-19.
- Il bisogno di concretezza nella dottrina economica e lo studio dell’azienda, in «Studium», n. 1, gennaio 1943, a. XXXIX, pp. 22-25.
- Il pensiero sociale cattolico in rapporto alla “Rerum Novarum”, in «Studium», n. 5-6, maggio-giugno 1931, a. XXVII, pp. 312-320.
- Il problema della proprietà secondo il Toniolo, in «Bollettino di Studium», n. 9-10, a. IX, 1943, pp. 1-2.
- L’azienda nella vita economica, in Le attività delle Associazioni Universitarie di A.C., anno 1942-43, Studi di facoltà, pp. 120-140.
- L’imprenditore commerciale, in «Azione fucina», n. 13, 11 aprile 1941, p. 3.
- L’imprenditore in regime corporativo, in «Azione fucina», n. 12, 22 marzo 1936, a. X, p. 3.
- L’imprenditore in regime corporativo, in «Studium», n. 1, gennaio 1936, a. XXXII, pp. 34-39.
- La famiglia e l’economia, in A. BARONI, La famiglia, Studium, Roma 1948, pp. 127-147.
- La politica della popolazione nell’insegnamento dell’Università di Roma, in «Studium», n. 12, dicembre 1931, a. XXVII, pp. 583-589.
- La ragione contro l’autarchia?, in «Studium», n. 10, ottobre 1937, a. XXXIII, pp. 473-482.
- La repubblica delle termiti, in «Studium», n. 5, maggio 1938, a. XXXVI, pp. 311-325.
- Le celebrazioni del quarantesimo della “Rerum Novarum”, in «Studium», n. 7-9, luglio-settembre 1931, a. XXVII, pp. 408-409.
- Lettere al Direttore su la coscienza civile e la tecnica, con una postilla su l’umiltà,  in «Studium», n. 3, marzo-aprile 1944, a. XL, pp. 68-71.
- Maritain, in «Idea», anno 1, n. 2, pp. 57-58.
- Morale “professionale” del cittadino, in «Studium», n. 8-9, agosto-settembre 1943, a. XXXIX, pp. 221-225.
- Note d’economia, in «Azione fucina», n. 34, 30 novembre 1930, a. III, p. 1.
- Per un orientamento degli studi economici e commerciali, in «Azione fucina», n. 35, 3 novembre 1940, p. 3.
- Postilla per i laureati e i professionisti cattolici, in «Studium», novembre-dicembre 1944, a. XL, pp. 241-242.
- Postille a un Convegno, in «Studium», n. 6, giugno 1942, a. XXXVIII, pp. 175-177.
- Professione e rivoluzione, «Studium», n. 1-2, gennaio-febbraio 1944, a. XL, pp. 3-12,
- Profilo del banchiere e dell’uomo di finanza, I, in «Bollettino di Studium», n. 7, 1940, p. 3. AF
- Profilo del banchiere e dell’uomo di finanza, II, in «Bollettino di Studium», n. 1, 1941, p. 3.
- Profilo del capo di azienda, in «Studium», n. 6, giugno 1941, a. XXXVII, pp. 221-226.
- Prospettive sulla partecipazione operaia alla gestione dell’azienda, in «Studium», n. 1-2, gennaio-febbraio 1944, a. XXXX, pp. 36-37;
- Pubblicazioni dell’Università Cattolica, in «Azione fucina», n. 17, 26 aprile 1931, a. IV, p. 1.
- Quid est veritas? o del ragionare limpido in economia, in «Studium», n. 12, dicembre 1940, a. XXXVI, pp. 456-462.
- Relazioni di facoltà. Diritto, in ASSOCIAZIONI UNIVERSITARIE DI AZIONE CATTOLICA, Convegni del 1936 – XIV, Studium, Roma 1936, pp. 23-28.
- Relazioni di facoltà. Economia e commercio in AUCI, XXV Congresso Nazionale, Roma - 1939 - XVII, Studium, Roma 1939, pp. 53-57.
- Roosevelt e il Demiurgo, in «Azione fucina», n. 35, 17 dicembre 1933, a. VI, p. 1.
- Schemi per l’attività culturale. Gruppi di Studio, in «Azione fucina», n. 6, 8 febbraio 1931, a. IV, p. 2.
- Temi per i gruppi di studio di Scienze economiche e sociali, in «Azione fucina», n. 12, 22 marzo 1936, a. X, p. 4.